# Sallustius
För nyplatonikern, se Sallustius (nyplatoniker).

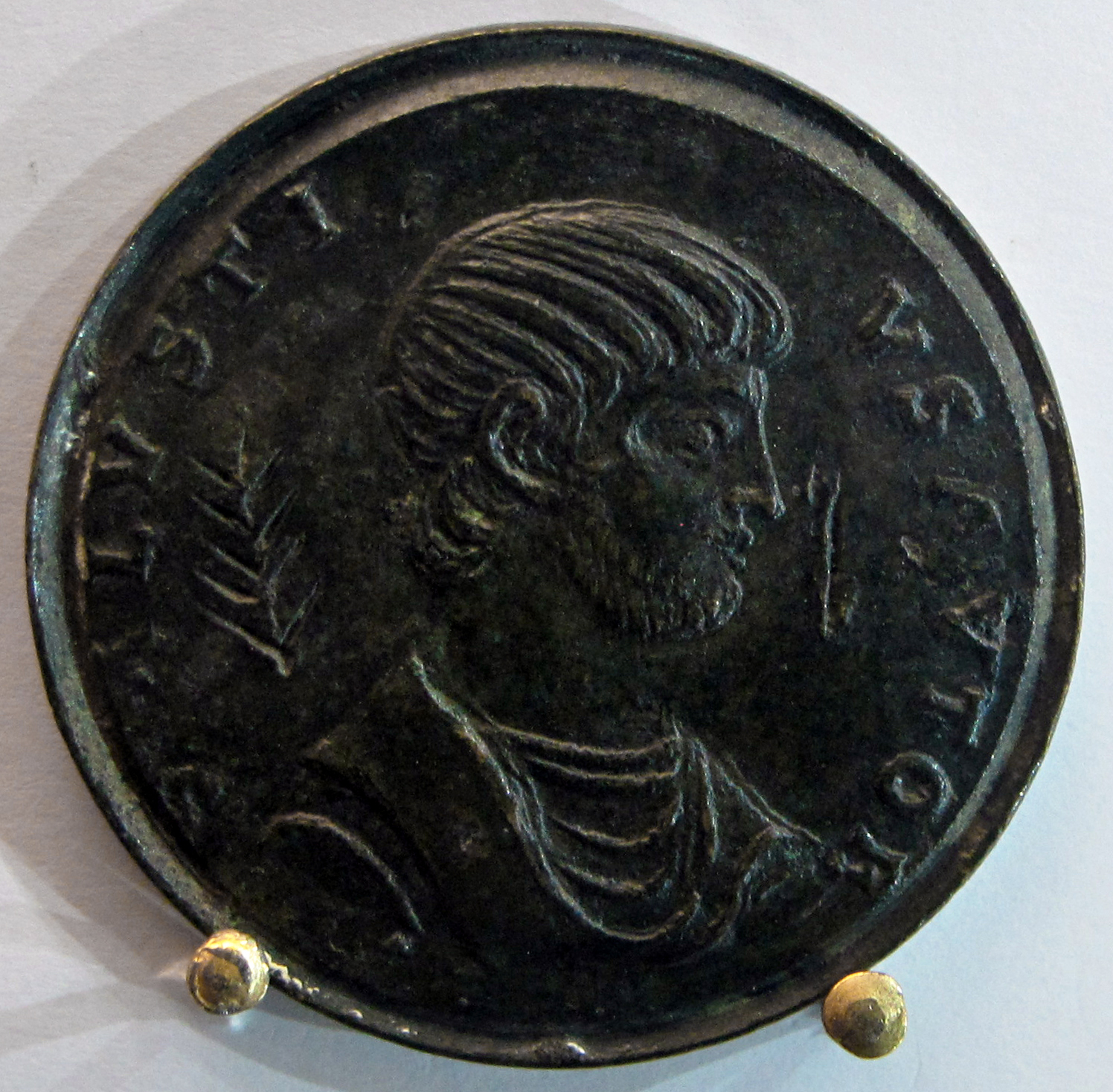
Senantik medalj med avbildning av Sallustius

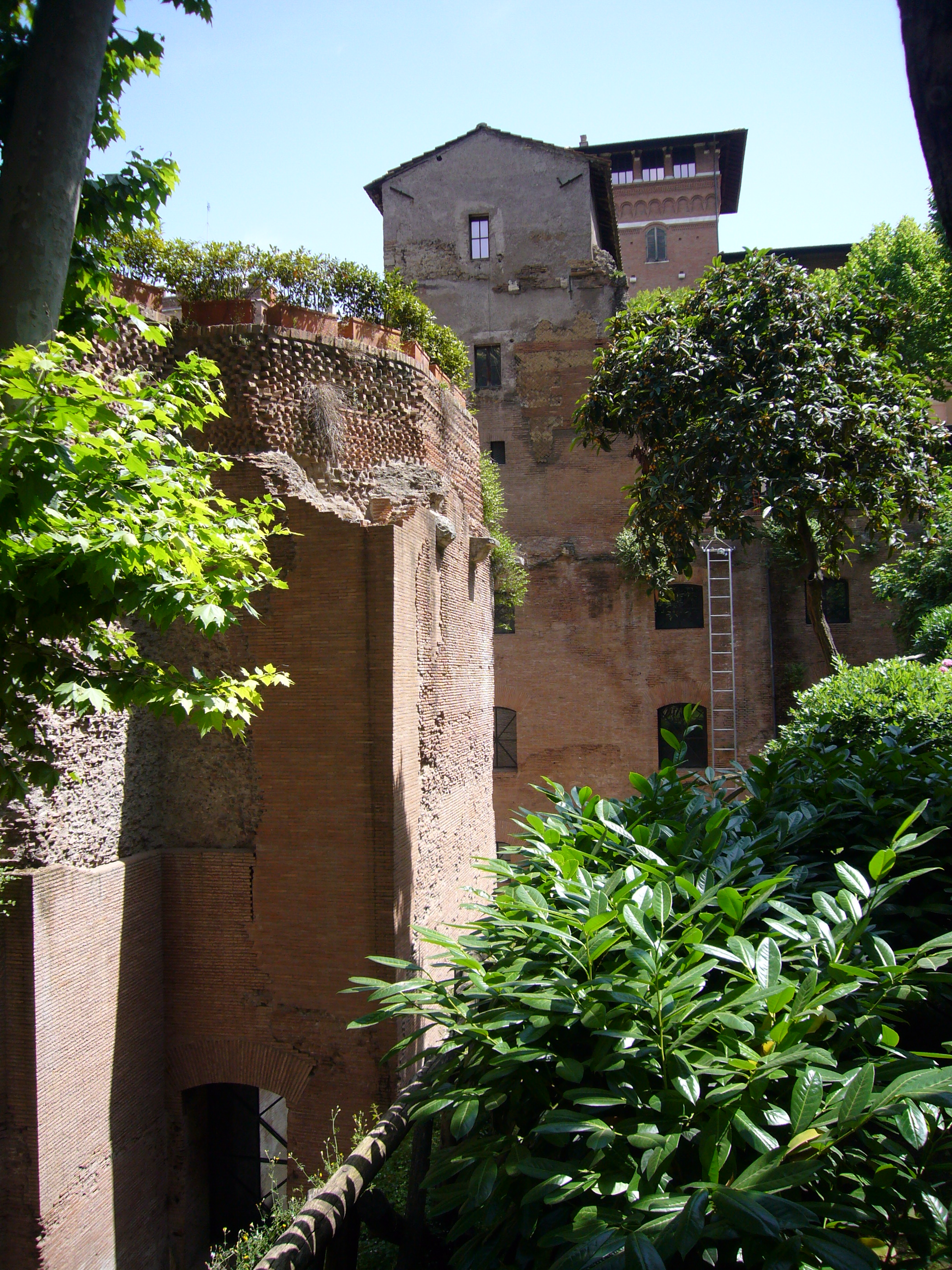
Sallustius' trädgårdar i Rom

Gaius Sallustius Crispus, född 86 f.Kr. i Amiternum, Sabinium, död 34 f.Kr. i Rom, var en romersk historiker, som lät bygga den berömda trädgården Horti Sallustiani i Rom.

## Biografi
Sallustius tillhörde en berömd plebejsläkt. År 52 f.Kr. valdes han in i folktribunalen, där han var i opposition till Titus Annius Milo och Pompejus parti samt emot aristokratin. Han var en hängiven allierad till Julius Caesar till vilken han var skyldig sin framstående karriär. År 50 f.Kr. avsattes han av censorn Appius Claudius Pulcher med det angivna skälet att han saknade moral; det sanna skälet var troligen hans lojalitet mot Caesar. Året därpå, sannolikt genom Caesars försorg, återinsattes han, och utnämndes till quaestor.
År 46 f.Kr. var han praetor och följde Caesar till Afrika, vilket slutade med nederlaget vid Thapsus. För sina förtjänster utsågs han till guvernör över provinsen Africa Nova. I den egenskapen gjorde han sig skyldig till sådant övervåld att han enbart lyckades undkomma fördömelse genom Caesars ingripande. Till hemresan till Rom gjorde han inköp och väl där grundade han Horti Sallustiani, Sallustius trädgårdar, på Quirinalen.
Därefter drog han sig tillbaka och ägnade sig åt historieskrivning och åt att bygga ut trädgårdarna.

## Verk
Verken om Catilina (De coniuratione Catilinae eller Bellum Catilinae), och om Jugurthakrigen (Bellum Jugurthinum) finns bevarade i helhet, medan hans huvudverk Historiae finns bevarad som fragment. Den senare handlar om Romarrikets historia 78 f.Kr.-67 f.Kr., och fortsätter där Cornelius Sisennas verk slutar.
Catilina och Jugurtha finns på svenska i Bertil Cavallins översättning (Forum, 1969).

### Catilinas konspiration
Catilinas konspiration, som hans första verk handlar om, utspelas år 63 f.Kr. Sallustius antager det konventionella synsättet på Catilina, och beskriver honom som i avsaknad av moral och laglydnad, utan att vidarebefordra det konkurrerande synsättet eller uppfattningar om dennes intentioner. Catilina hade stöttat Sulla, som Sallustius var i opposition till. Theodor Mommsen har påstått att Sallustius ville rentvå Caesar från all misstanke om inblandning.
I detta verk framkommer att Sallustius var djupt bekymrad över det moraliska förfallet i Romarriket. När han skildrar Catilinas förhärdade person och grymma handlingar, undviker han inte att nämna att denne hade haft flera nobla karaktärsdrag, tillräckligt många för att lyckas i Rom.

### Jugurthakrigen
Sallustius skildring av Jugurthakrigen är visserligen en värdefull bok, men den har ofta sagts vara otillräcklig. Det är troligt att han samlade material till denna bok under sin tid i Numidien. 

### Andra verk
Fragmenten av Historiae, av vilka en del upptäcktes 1886, visar att författaren är en partisan, och skriver utifrån sina sympatier. Några brev, bland annat till Julius Caesar, som ibland tillskrivs Sallustius, har förmodligen skrivits av en retoriker.

## Sallustius betydelse
I stort sett hade Sallustius gott rykte under antiken som historiker. En som talar om honom med vördnad är Tacitus (Annales, iii. 30), och Quintilianus (ii. 5, x. i) menar att han är bättre än Titus Livius och tvekar inte att jämställa honom med Thukydides.
Han skapar praktiskt taget en ny genre, eftersom hans föregångare varit enormt torrt prosaiska, och han själv försöker förklara samband och innebörder av händelser samt är en god persontecknare. Under hans ungdom hade han själv begått synder, vilket ofta anfördes emot honom, då hans ton på äldre dagar var moraliserande.
Hans stil är en imitation av Thukydides och Cato d.y. varför han kan verka snårig, kortfattad intill svårbegriplig, och har en förkärlek för äldre ord och uttryck. Det senare hånades av somliga, men han var ändock en av de mest populära författarna under 100-talet och senare.